# 마이클 아틴
마이클 아틴(영어: Michael Artin, 1934년 6월 28일~)은 미국의 수학자다. 또 다른 유명한 수학자인 에밀 아르틴의 아들이다. 대수기하학이 전공 분야이고, 지도 교수는 오스카 자리스키 교수다. 오스카 자리스키 교수 밑에서 같이 대수기하학을 공부한 유명한 대수기하학자로는 히로나카 헤이스케, 데이비드 멈퍼드 등이 있다.

## 생애
1934년 함부르크에서 유명한 수학자 에밀 아르틴의 아들로 태어났다. 할아버지가 유대인이었으므로, 아틴 가족은 1937년 나치 독일의 반유대주의를 피해서, 1937년 미국으로 이주하였다.
아틴은 1955년 프린스턴 대학교에서 학사학위를 취득하였고, 1960년 오스카 자리스키 교수의 지도 아래, 하버드 대학교에서 박사학위를 취득했다. 현재 매사추세츠 공과대학교의 명예퇴직교수로 있다.

## 같이 보기
- 에밀 아르틴
- 오스카 자리스키
- 히로나카 헤이스케
- 데이비드 멈퍼드